# Fayad Jamís
Fayad Jamís (Ojocaliente, Zacatecas, México, 1930-La Habana, 1988) fue un poeta, pintor, diseñador, periodista y traductor mexicano-cubano. Nació en Ojocaliente, Zacatecas, México, de padre libanés y madre mexicana. Tras mudarse a Cuba a los seis años, Jamís estudió en la Academia Nacional de Bellas Artes San Alejandro antes de ganar renombre como pintor abstracto. Fue miembro del grupo modernista de pintores cubanos conocido como "Las Once".
Jamís vivió en París en los años 1950, y estudió en La Sorbona. El escritor surrealista André Bretón fue partidario de su obra y coexhibió con el escultor Agustín Cárdenas. Jamís volvió a Cuba en 1959 y se involucró en una amplia gama de actividades incluyendo la enseñanza, la pintura y la escritura. Sirvió como agregado cultural en la embajada cubana de México durante más de una década.
Jamís recibió el premio Casa de las Américas por su libro Por esta libertad. Sus pinturas se pueden ver en colecciones en Cuba y en el extranjero. A menudo usaba seudónimos como Fernando Moro, Onirio Estrada o usaba las iniciales F.J.N.
Jamís murió en La Habana en 1988.

## Honores

### Eponimia
Una librería lleva su nombre en la calle Obispo en La Habana Vieja.